# Malo-les-Bains
Malo-les-Bains, kortweg Malo, is een wijk van de Franse stad Duinkerke en een voormalige gemeente in het Franse Noorderdepartement.

## Geschiedenis
In 1858 kocht de Duinkerkse reder Gaspard Malo een groot gebied van de gemeente Rozendaal, met het doel het in cultuur te brengen. Deze persoon begon als scheepskapitein, en werd later scheepsbouwer en reder. Toen de ontginning van het gebied – men wilde er luzerne telen – mislukte, verkavelde hij het gebied en maakte het te gelde, waarna er veel villa's werden gebouwd en Malo-les-Bains uitgroeide tot een badplaats. In 1868 werd een casino gebouwd en in 1878 een kapel voor de badgasten. Malo-les-Bains maakte tot 1891 deel uit van de gemeente Rozendaal. Toen werd het een zelfstandige gemeente, totdat het in 1970 werd aangehecht bij Duinkerke.
Na de Eerste Wereldoorlog werd er veel amusement georganiseerd om de ellende te vergeten (années folles). In 1928 werd door de bestuurders van de gemeente nog een bal verboden, omdat daarbij badpakken zouden worden gedragen, wat geheel in tegenspraak werd geacht met het karakter van een familiebadplaats.
Malo-les-Bains werd in 1940 nog het toneel van de Slag om Duinkerke, waarbij de evacuatie van Engelse, Franse en Belgische troepen plaatsvond, waarbij de term Malo Beach door de Engelsen werd gebruikt.

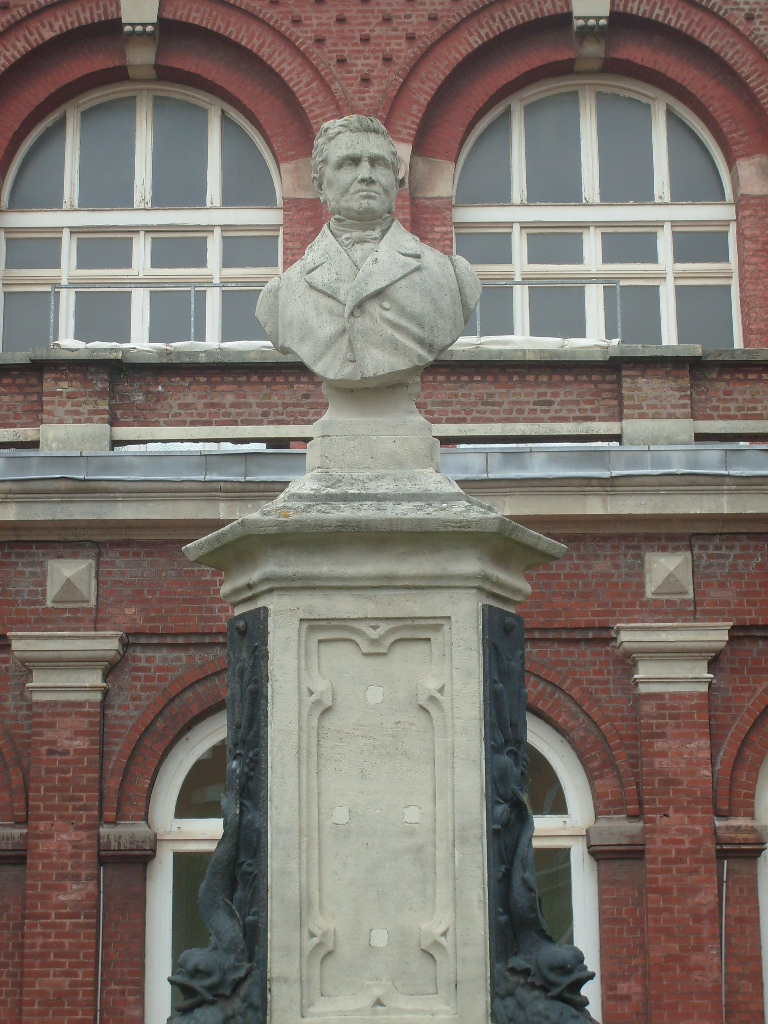
Buste van Gaspard Malo

Malo-les-Bains is bekend geworden als de locatie waar veel Sous X-geboortes hebben plaatsgevonden door Belgische organisaties als Thérèse Wante en de Zusters Kindsheid Jesu, die vanuit het moederhuis Tamar met meisjes naar Frankrijk reden. Later zijn deze kinderen via gedwongen adopties afgestaan en ernstig misbruikt toen ze ongehuwd zwanger werden. De verhalen over dergelijke geboortes komen veelvuldig terug in de podcast Kinderen van de kerk. Het beeld dat daaruit naar voren komst is dat de zusters kinderen tegen de wil van de moeders hebben afgenomen en hier betaald voor hebben gekregen. Het verwijt dat gemaakt wordt in deze podcast is dat hier sprake was van witwassen van kinderen als een vorm van mensenhandel.

## Bezienswaardigheden
- Het gemeentehuis van Malo-les-Bains
- De Onze-Lieve-Vrouw van het Heilig Hartkerk (Église Notre-Dame du Sacré-Cœur)
- De Sint-Annakapel (Chapelle Sainte-Anne-de-la-Mer) is een hulpkerk aan de Boulevard de l'Europe in het Quartier du Méridien. De hulpkerk is van 1972 en werd ontworpen door Maurice Salembier. Hij kenmerkt zich door ronde bakstenen vormen.
- De Sint-Jan-de-Doperkerk (Église Saint-Jean-Baptiste) aan het Place Roger Prigent, van 1962, in de vorm van een scheepsboeg met de losstaande klokkentoren in de vorm van een scheepsmast.
- Op de Oude begraafplaats van Malo bevinden zich meer dan 100 Britse oorlogsgraven en meer dan 300 Franse oorlogsgraven.
- In Malo-les-Bains staan verscheidene geklasseerde villa's uit het eind van de 19de en begin van de 20ste eeuw.

## Natuur en landschap
Malo-les-Bains ligt aan de Noordzee en is aan de westkant vastgebouwd aan Duinkerke. In het oosten vindt men de Dune Dewulf, een duinreservaat. De plaats heeft een breed zandstrand.

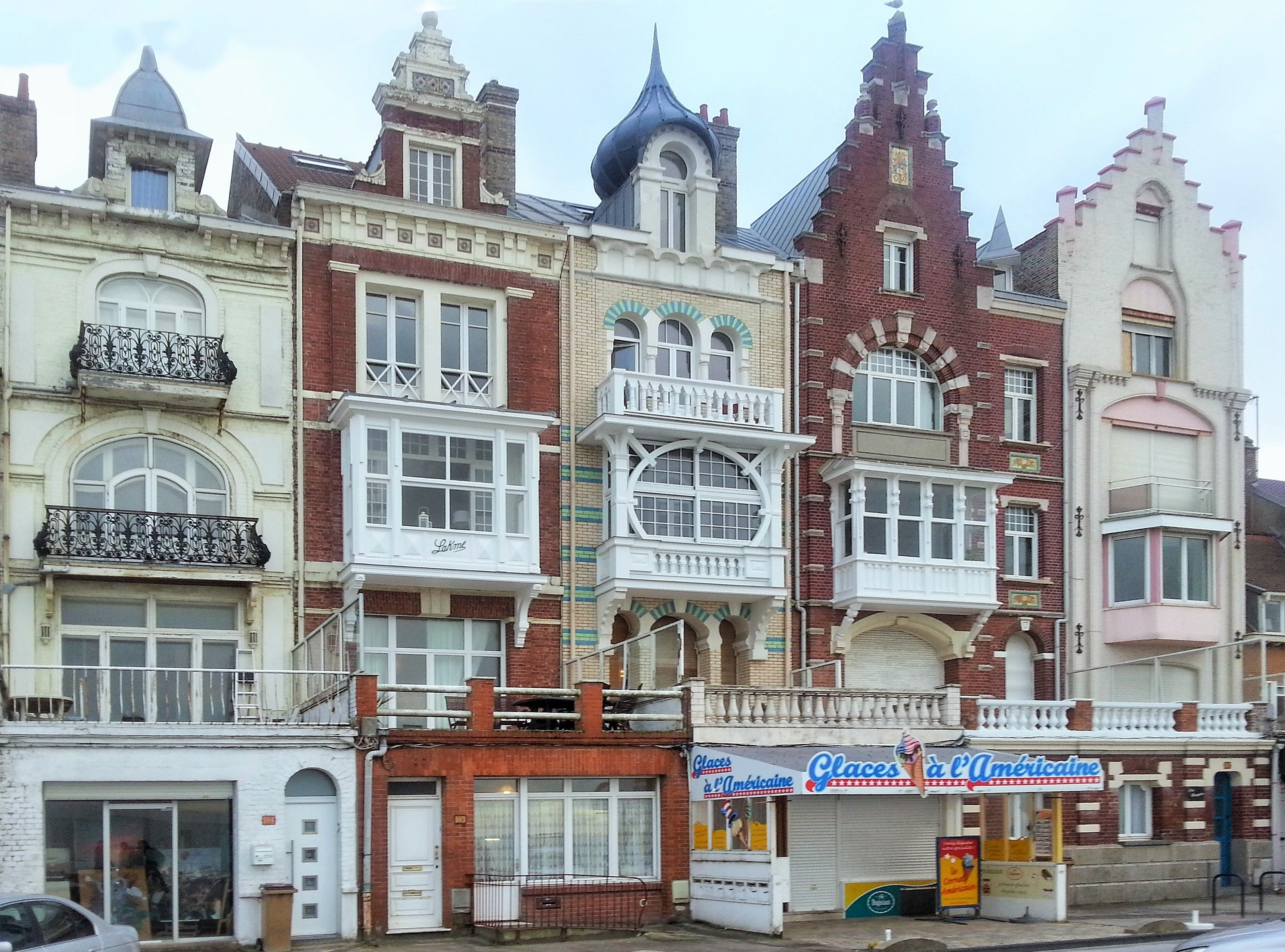
Villa's in art-nouveaustijl

## Nabijgelegen kernen
Duinkerke, Rozendaal, Leffrinkhoeke